# 弗朗西斯卡·克罗韦托
弗朗西斯卡·克罗韦托·查迪（西班牙語：Francisca Crovetto Chadid，1990年4月27日—）生于圣地亚哥，是一名智利女子射击运动员，主攻定向飞靶，毕业于智利大学。克罗韦托三岁时被父亲带至射击场，她也正是在那里第一次接触射击运动。5岁时，她父亲开始每周六都把她带到射击场里。10岁时，她第一次使用枪。13岁时，她开始正式练习射击。2005年，她首次参加国际赛事。